# Bernard Bartelink

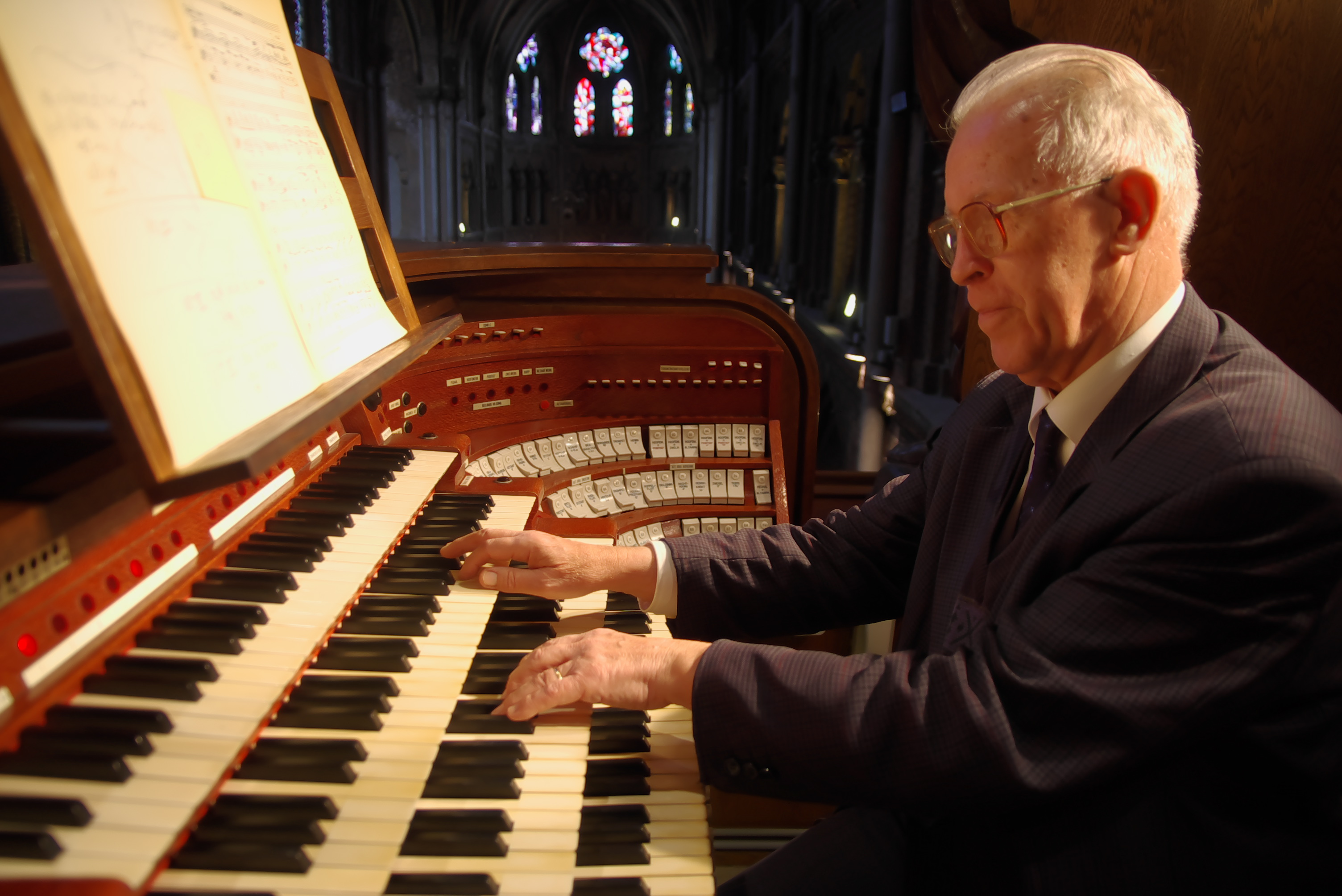
Bernard Bartelink, 2011

Bernard Bartelink (* 24. November 1929 in Enschede, Niederlande; † 19. Oktober 2014 in Haarlem) war ein niederländischer Organist, Komponist und Hochschullehrer.

## Leben
Bartelink studierte zunächst am Instituut voor Katholieke Kerkmuziek te Utrecht Orgel und anschließend bis zum Diplom 1955 am Conservatorium van Amsterdam, unter anderem bei Albert de Klerk und Anthon van der Horst. Später bis 1989 lehrte er an dieser Hochschule Orgel und Improvisation. Außerdem lehrte er am ArtEZ Conservatorium in Enschede.
Bartelink war von 1971 bis 1999 Organist der Willibrordusorgel der St. Bavo-Kathedrale in Haarlem, außerdem war er ständiger Organist des Königlichen Concertgebouw-Orchesters bis 1994. Als Komponist erhielt er unter anderem Aufträge von der Stadt Amsterdam und vom niederländischen Kulturministerium.
Seine internationalen Konzertreisen führten ihn beispielsweise in die Vereinigten Staaten von Amerika, nach Italien, Spanien, Deutschland und England. Bartelink war häufig Jurymitglied bei Improvisationswettbewerben für Orgel, so zum Beispiel 1969, 1976 und 1981 beim Internationalen Orgelimprovisationswettbewerb in Haarlem und 2005 beim Internationalen Wettbewerb für Orgelimprovisation des Festivals Europäische Kirchenmusik in Schwäbisch Gmünd.

## Auszeichnungen
- 1954 Prix d’Excellence für Orgel am Conservatorium van Amsterdam
- 1961 Erster Preis beim Internationalen Orgelimprovisationswettbewerb in Haarlem

## Kompositionen (Auswahl)
- Chanson d’Automne voor 4 vrouwenstemmen a cappella, Annie Bank, Amsterdam 1952.
- Prière pour nous autres charnels (tekst: Péguy) voor 4-stemmig gemengd koor a cappella, Annie Bank, Amsterdam 1954.
- Danse élégiaque (in Pianoboek 1955), Alsbach, Amsterdam 1955.
- Pavane-Gaillarde-Pavane voor schoolorkest,	Harmonia, Hilversum 1956.
- Partita super Lumen ad revelationem gentium, Zengerink, Utrecht 1958.
- Ubi caritas et amor voor gemengd koor a cappella, Tactus Music, Amsterdam 1959.
- Preludium, Trio en Fuga (voor orgel), Donemus, Amsterdam 1960.
- De Zaligsprekingen (Latijnse tekst) voor lage stem en orgel, Donemus, Amsterdam 1961.
- Jubilate Deo voor SA, orgel, Annie Bank, Amsterdam 1961.
- Paastijd (Commune-Proprium), 2 gelijke stemmen, orgel (Liturgische Jaarkring nr. 5), Zengerink, Utrecht 1968.
- Willibrordusmis voor 4-stemmig gemengd koor, volkszang en orgel, Gooi en Sticht, Hilversum 1970.
- Voluntary for a festal day und Elegie, Moebiprint, Santpoort 1971.
- Mis "Het brandende braambos" voor volksstem, ééstemmig koor of cantor en orgel, Abdij van Berne, Heeswijk 1975.
- "Een lamp voor mijn voet is uw woord" (Ps. 119) voor 4-stemmig koor (of cantor), volksstem, orgel, Annie Bank, Amsterdam 1985.
- Requiem pro Elisabeth voor koor, SBar solo, orgel und Requiem pro Elisabeth voor koor, SBar Solo, klein orkest, Donemus, Amsterdam 1999.
- Partita over "Heer, herinner U de namen" (LvdK nr. 273, GvL nr 453), Moebiprint, Santpoort 2005.